# Cornubianita
La cornubianita és un tipus de roca metamòrfica que inclou diversos tipus que han sofert metamorfisme de contacte d'intrusió que s'han cuit i han estat indurades per la calor de masses de roques ígnies intruïdes que les endurí, estellà, i en alguns casos les feu extremadament dures i duradores. La majoria de les cornubianites són de gra fi, i mentre les roques originals (com gres, esquist, pissarra, pedra calcària i diabasa) poden haver estat més o menys físsil a causa de la presència d'estratificació o plans d'exfoliació, aquesta estructura s'esborra o esdevé inoperant en les cornubianites. Encara que poden aparèixer bandes, degudes a l'estratificació original, etc., aquestes bandes no actuen com a plans d'exfoliació en la cornubianita; de fet, tendeixen a separar-se en fragments cúbics més que en làmines primes.
Les cornubianites més comunes (cornubianites de biotita) són d'un color marró fosc per amb una lleu lluïssor vellutada a causa de l'abundància de petits cristalls de mica negra. Les cornubianites de calç són sovint d'un color verd pàl·lid, groc, blanc, marró o inclús altres. El verd i verd fosc són els tints predominants de les cornubianites produïts per l'alteració de roques ígnies. Encara que majoritàriament els grans que les componen són massa petits per estar determinats a ull nu sense ajuda, hi ha sovint cristalls més grans de cordierita, el granat o andalusita escampats a per la matriu fina, i aquests es poden tornar molt prominents a les cares desgastades de la roca.

## Estructura
L'estructura de les cornubianites és molt característica. Rarament algun dels minerals apareix en forma cristal·lina, però els petits grans s'ajusten com els fragments d'un mosaic; són normalment de dimensions similars. Això s'ha anomenat pfiaster o estructura en paviment degut a la semblança al paviment de llambordes. Cada mineral també pot contenir partícules dels altres; en el quars, per exemple, poden aparèixer gran nombre de petits cristalls de grafit, biotita, òxids de ferro, sil·limanita o feldespat. Sovint la totalitat dels grans s'aprecien semiopacs. Els cristalls més petits poden mostrar traces de contorns cristal·lins; indubtablement són de formació nova i s'han originat in situ. Això du a creure que la roca sencera s'ha recristal·litzat a una temperatura alta i en l'estat sòlid de manera que hi hagués poca llibertat per a les molècules minerals de construir cristalls ben individualitzats. La regeneració de la roca ha estat suficient per a esborrar la majoria de les estructures originals i reemplaçar més o menys completament els anteriors minerals per nous. Però la cristal·lització és dificultada per la condició sòlida de la massa i els minerals nous són deformes i han estat incapaços de rebutjar impureses, però han crescut al voltant d'ells.

## Composicions
Les pissarres, esquistos i argiles produeixen cornubianites de biotita en els quals el mineral més conspicu és la mica negra, les escales petites de les quals són transparents sota el microscopi i tenen un color marró vermellós fosc i dicroisme fort. Hi ha també quars, i sovint una quantitat considerable de feldespat, mentre que el grafit, la turmalina i els òxids de ferro freqüentment ocorren en menor quantitat. En aquests cornubianites de biotita els minerals, que consten de silicats d'alumini, es troben comunament; són normalment andalusita i sil·limanita, però la cianita apareix també en cornubianites, especialment en els que tenen un caràcter esquistós. L'andalusita pot ser rosa i és llavors sovint pleocroica en seccions primes, o pot ser blanc amb els closos foscos de manera enfadada formats de la matriu que són característics de quiastolita. La sil·limanita normalment forma agulles extremadament minúscules incrustades en quars.
A les roques d'aquest grup també apareix amb una relativa freqüència la cordierita, i pot tenir els contorns de prismes hexagonals imperfectes que es divideixen en sis sectors quan s'il·lumina amb llum polaritzada. En cornubianites de biotita, una ratlla dèbil pot indicar l'estratificació original de la roca inalterada i correspon a canvis petits a la natura del sediment dipositat. Més comunament hi ha diferents taques, visibles a les superfícies dels espècimens de mà. Les taques són rodones de o el·líptiques, i poden ser més pàl·lides o més fosques que la resta de la roca. En alguns casos són rics en grafit o matèria carbonosa; en altres són plens de mica marró; algunes taques consten de grans bastant més toscos de quars que apareixen a la matriu. La freqüència amb què aquest tret reapareix a les pissarres menys alterades i les cornubianites és bastant notable, especialment com sembla cert que les taques no siguin sempre de la mateixa natura o origen. Les cornubianites de turmalina es troben a vegades prop dels marges de granits de turmalina; són negres amb petites agulles de turmalina la qual és d'un color marró fosc i ricament pleocroica sota la lupa binocular. La turmalina conté bor, pot haver-hi hagut una mica de traspàs de vapors des del granit als sediments. Les roques d'aquest grup afloren sovint en els districtes miners d'estany de la Cornualla.
Un segon gran grup de cornubianites són les cornubianites de calcita-silicat que sorgeixen per l'alteració tèrmica de la pedra calcària impura. Els estrats més purs recristal·litzen com marbres, però on originalment hi ha hagut una addició de sorra o argila de silicats i calç, com diòpsid, epidot, granat, titanita, vesuvianita i escapolita; amb aquests sovint ocorren la flogopita, diversos feldespats, pirites, quars i actinolita. Aquestes roques són de gra fi, i encara que sovint bandejades, són molt més dures que les pedres calcàries originals. Són excessivament variables en la seva composició mineralògica, i molt sovint alternen en juntes primes amb cornubianites de biotita i quarsites indurades. Quan perfonen vapors de bor i fluor des del granit poden contenir molta axinita, fluorita i datolita, però els silicats d'altiminous (andalusita, &c.) és absent d'aquestes roques.
A partir de diabases, basalts, andesites i altres roques ígnies es produeix un tercer tipus de cornubianites. Consten essencialment de feldespat amb hornblenda (generalment de color marró) i piroxè pàl·lid. L'esfè, biotita i òxids de ferro són els altres components comuns, però aquestes roques mostren molta varietat de composició i estructura. On la massa original es descompongué i contenia calcita, zeolites, clorita i altres minerals secundaris ja fos en venes o en cavitats, hi ha normalment ratlles arrodonides o estries irregulars contenint un conjunt de nous minerals, que pot recordar a les cornubianites de calci-silicat anteriors. Les estructures originals porfíriques, fluides, vesiculars o fragmentades de la roca ígnia són clarament visibles en les etapes menys avançades de metamorfització, però es fan menys evidents a mesura que l'alteració progressa.
En alguns llocs les roques cornubianítiques que ha adquirit una estructura esquistosa degut al cisallament, i aquests formes de transició a esquistos i gneis que contenen els mateixos minerals que les cornubianites, però tenen una estructura esquistosa en comptes d'una estructura de cornubianita. Entre aquests hi ha els gneis de cordierita i sil·limanita, esquistos de mica d'andalusita i cianita, i roques esquistoses de silicat calcita que es coneixen com a cipolins. Generalment s'admet que aquests són sediments que han sofert alteració tèrmica, però les condicions exactes sota les quals es formaren no són sempre clares. Els trets essencials de la formació de la cornubianita s'atribueixen a l'acció de la calor, pressió i els vapors que la impregnen, regenerant una massa de roca sense la producció de fusió (com a mínim a gran escala). S'ha discutit, tanmateix, tan sovint hi ha canvi químic extens a causa de la introducció de matèria des del granit a les roques que l'envolten.